# Миллер, Маккейли
Маккейли Николь Миллер (англ. McKaley Miller; род. 14 мая 1996) — американская актриса. Наиболее известна своими ролями Даны Монохэн в телесериале ABC «Врата» и Роуз Хаттенбергер в телесериале The CW «Зои Харт из Южного Штата».

## Карьера
Родилась в Техасе. Дебют в кино состоялся в 2006 году в телевизионном фильме «Инспектор Мама» с Маккеллар в главной роли. Также снялась в нескольких независимых фильмах. В 2011 году Маккейли появилась в роли Талии в трёх эпизодах ситкома Disney Channel «Волшебники из Вэйверли Плэйс», в качестве любовницы персонажа Джейка Т. Остина, Марка Руссо.
В 2013 году снялась в фильме «Ледяной» с Майклом Шенноном и Вайноной Райдер в главных ролях. Сама актриса снялась в роли дочери главных героев. В 2014 году снялась в роли Лиззи Брэддок в ситкоме FX «Партнёры» с Келси Грэммером и Мартином Лоуренсом в главных ролях, сыграв падчерицу персонажа Грэммера. Также снялась в главной роли в сериале MTV «Неуклюжая», сыграв любовницу Мэтти Маккибена. В 2015 году снялась в главной роли Софи в сериале «Королевы крика».
Помимо актёрской карьеры Миллер активно занимается танцами на протяжении шести лет и танцует, в частности хип-хоп, чечётку и балет.

## Фильмография
| Год  | Название                  | Роль                         | Примечания                    |
| ---- | ------------------------- | ---------------------------- | ----------------------------- |
| 2006 | Глория                    | Глория                       | Короткометражка, главная роль |
| 2011 | Гран-при: Путь победителя | Кокетливая маленькая девочка |                               |
| 2011 | Путешествие               | Кайли                        |                               |
| 2012 | Генеральское воспитание   | Эмили Коллинз                |                               |
| 2013 | Ледяной                   | Анабель Куклински            |                               |
| 2014 | Хотел бы я быть здесь     | Николь                       | В титрах не указана           |
| 2015 | Где растёт надежда        | Кэти Кэмпбелл                |                               |
| 2016 | Противостояние            | София Джексон                | В процессе съёмок             |

| Год     | Название                     | Роль              | Примечания                                    |
| ------- | ---------------------------- | ----------------- | --------------------------------------------- |
| 2006    | Инспектор Мама               | Друг Тары         | Телефильм                                     |
| 2010    | Врата                        | Давна Монохан     | Постоянная роль, 8 эпизодов                   |
| 2011    | Волшебники из Вэйверли Плэйс | Талия             | Постоянная роль, 3 эпизода                    |
| 2011-15 | Зои Харт из южного штата     | Роуз Хаттенбергер | Постоянная роль, 21 эпизод                    |
| 2013    | Неуклюжая                    | Бейли             | Постоянная роль, 3 эпизода                    |
| 2014    | Партнёры                     | Лиззи Брэдкокк    | Главная роль, 10 эпизодов                     |
| 2015    | Кости                        | Кайла Селигман    | 10 сезон, 17 серия: «Обнаружение потерянного» |
| 2015    | K.C. Undercover              | Элиза Монтгомери  | 1 сезон, 15 серия: «Первый друг»              |
| 2015    | Королевы крика               | София Дойл        | 3 эпизода                                     |
| 2016    | Фальсификация                | Рэйчел            | 2 эпизода                                     |